# Guardia di Rocca

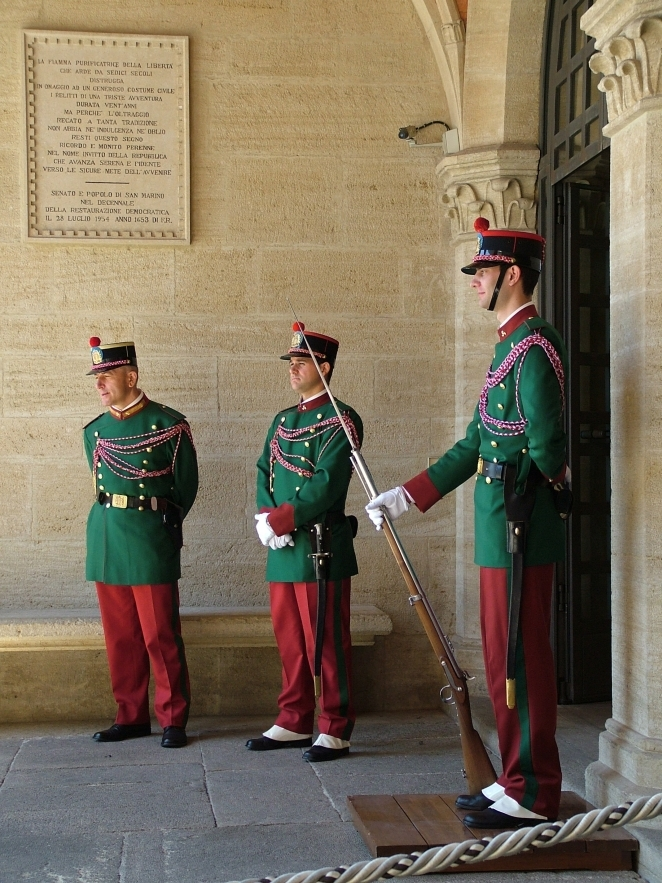
Guardia di Rocca som portvakt

Guardia di Rocca är ett militärt organ i San Marino. De utför arbete längs statens gränser och övervakar Palazzo pubblico, och Palace Begni. Man har även hand om övervakningen av polis och tull och fungerar som kriminalpolis. Guardia di Rocca grundades 26 maj 1754, med uppgiften att kontrollera gränserna och fängelset i San Marino, som fram till 1969 var Prima Torre. Sedan 2005 är man en del av Interpol.

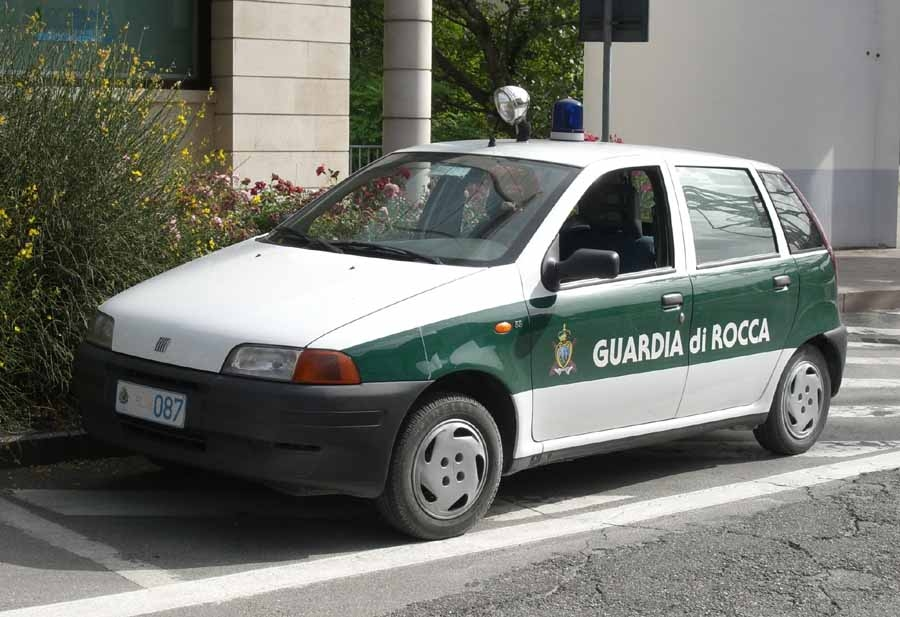
Tjänstebil